# Market for Home Computing and Video Games
Az MCV egy brit székhelyű szakfolyóirat, amely elsősorban a videójáték ipart mutatja be üzleti szempontból, beleértve a kiskereskedelmet is. Minden pénteken jelenik meg és ingyenesen elérhető az interneten, valamint nyomtatott előfizetéssel. Az újságárusok polcain nem elérhető.
Az MCV és a Famicú japán videójáték magazin kizárólagos partnerséget kötött, aminek eredményeképp a két magazin hírei és tartalma elérhető mindkettőben. A testvérmagazinja, a Develop inkább a videójáték fejlesztőkhöz szól.

## Tartalom
A nyomtatott lapszámok általában körülbelül száz oldal terjedelműek és a következőket tartalmazzák:
- Hírek és egyéb cikkek a videójáték iparról és kiskereskedelemről
- Különleges beszámolók
- A „Retail Biz” rovat, amiben kiskereskedők videójátékokról írt tesztjei, kiadási dátumok listája, valamint árak és piaci mozgások olvashatóak.
- Apróhirdetések
- Egész oldalas hirdetések

## Külső hivatkozások
- Az MCV hivatalos weboldala
- Az Intent Media Corporate weboldala Archiválva 2010. október 1-i dátummal a Wayback Machine-ben